# Arkansas City (Kansas)
Arkansas City is een plaats (city) in de Amerikaanse staat Kansas, en valt bestuurlijk gezien onder Cowley County.

## Demografie
Bij de volkstelling in 2000 werd het aantal inwoners vastgesteld op 11.963.
In 2006 is het aantal inwoners door het United States Census Bureau geschat op 11.416, een daling van 547 (-4,6%).

## Geografie
Volgens het United States Census Bureau beslaat de plaats een oppervlakte van
19,6 km², waarvan 19,5 km² land en 0,1 km² water.

## Plaatsen in de nabije omgeving
De onderstaande figuur toont nabijgelegen plaatsen in een straal van 32 km rond Arkansas City.

## Geboren in Arkansas City
- Jim Sherwood (1942-2011), rockmuzikant (saxofoon, tambourine en zang in The Mothers of Invention)